# مونستااکس
مونستااکس (انگلیسی: Monsta X؛ کره‌ای: 몬스타엑스) گروه پسرانهٔ اهل کره جنوبی است که از طریق برنامه واقع‌نمای نو. مرسی زیر نظر استارشیپ انترتینمنت شکل گرفت. این گروه اکنون شش عضو دارد: شونو، لی مین-هیوک، کیهیون، هیونگ‌وون، جوهانی و آی ام. وونهو در اکتبر ۲۰۱۹ گروه را ترک کرد.

## گذشته

### ۲۰۱۴–۲۰۱۵: تشکیل و اجرا
اعضای گروه با برنامهٔ زنده نو مرسی که متشکل از چندین داور تحت نظر شرکت استارشیپ بود انتخاب شدند. سیزده نفر در این مسابقه شرکت کردند و تنها هفت نفر به عنوان اعضای منستا اکس برگزیده شدند. آی ام تنها عضوی بود که اواسط مسابقه وارد رقابت شد که در آخر ششمین عضوی بود که توسط داورها انتخاب شد. معنی نام مانستا اکس شامل سه بخشه، Sta مخفف ستاره(Star) و Mon (در فرانسوی مون به معنای مال من است) و حرف اکس نماد مجهول است.

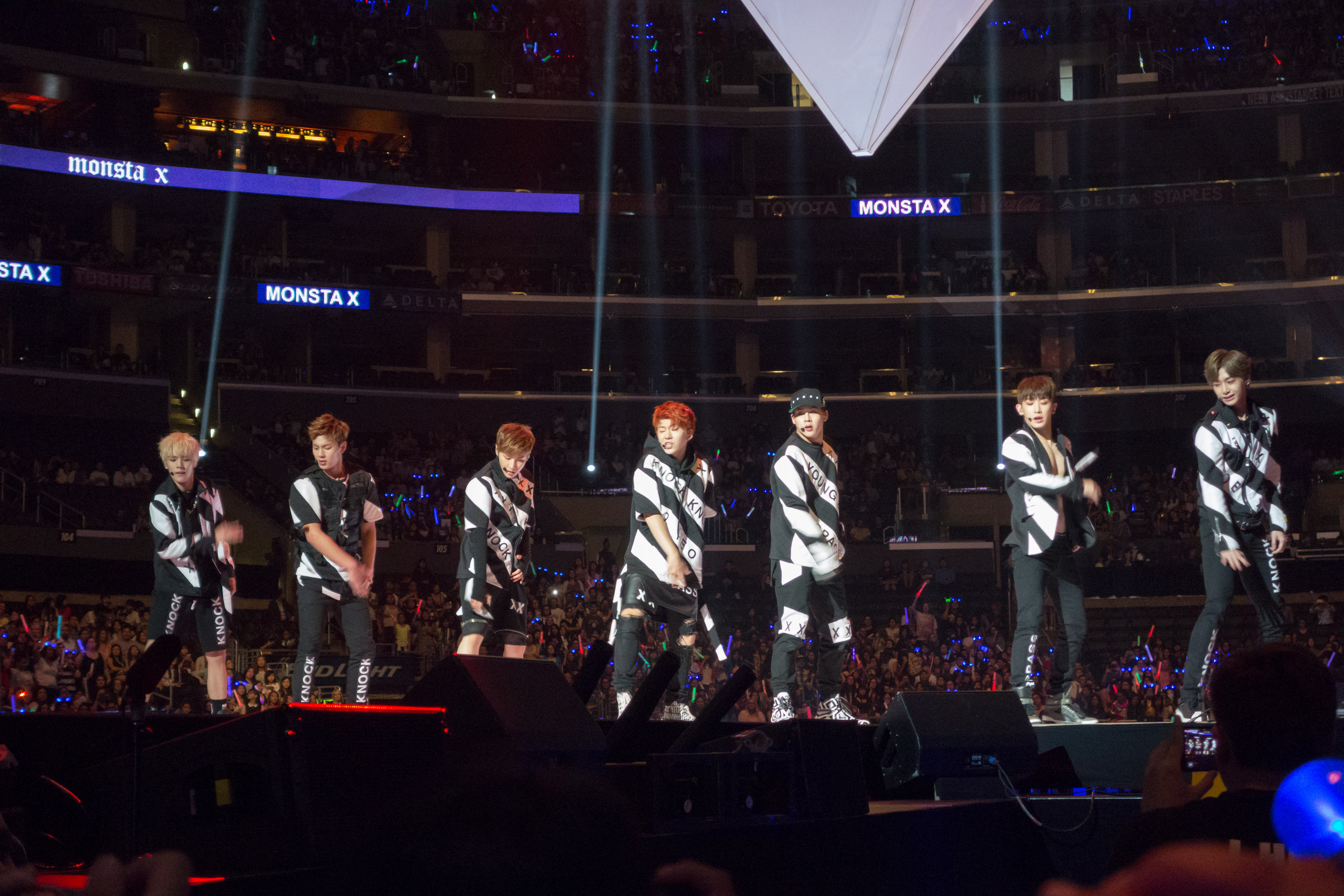
این گروه در ژوئیه ۲۰۱۵ در جشنواره موسیقی KCON در مرکز Staples اجرا کردند.

اولین موزیک ویدیو منستااکس با نام فتح در سال ۲۰۱۵ انتشار شد که این آهنگ نشان دهندهٔ قدرت و شخصیت واقعی این گروه بود. این آلبوم شامل هفت ترانه مختلف است که جوهان نقش بیشتری در تولید آن‌ها داشت. همچنین ونهوو و کیهیون ترانه‌سرای این آلبوم هستند.
در ۱ سپتامبر مانستا اکس با دومین موزیک ویدیو خود با نام (rush (신속히 برگشت. این آهنگ به عنوان امضای این گروه ساخته شد. مانستا اکس در سال ۲۰۱۵ اولین اجرای خود را در لس آنجلس برگزار کردند و برنده دو جایزه با عنوان، نسل جدید هنرمند آسیایی و ملون موزیک آوارد شدند.
سومین مینی آلبوم مانستااکس با نام X, The Clan Pt.  18 و عنوان All inمنتشر شد. کارگردانی این موسیقی توسط شین دونگ کول، برنده سابق در جشنواره بین‌المللی فیلم کانادا، که به خاطر سبک رؤیا و غم‌انگیز وی در تولید فیلم‌های موسیقی شناخته شده‌است انجام شد که برای دو هفته متوالی در چارت بیلبورد قرار گرفت.

### ۲۰۱۷: اولین آلبوم استودیویی، اولین اجرای ژاپنی و تور جهانی
در سال ۲۰۱۷ آخرین بخش از آلبوم سریالی The clan منتشر شد که با فروش فوق‌العاده در آمریکا مواجه شد. همچنین در بیلبورد به عنوان ده آلبوم برتر شناخته شد

### 2018: سالی پر از موفقیت
در سال 2018 منستااکس البوم های را منتشر کرد که موفقیت بی اندازه انها و برد پی در پی و اجرا در مراسم های امریکایی را به دنبال داشت و به عنوان اولین گروه در مراسم jingle ball همراه دیگر هنرمندان امریکایی اجرا کردند
البوم های منتشر شده:
the connect: dejavu
take.1 are you there?
piece

## تورهای جهانی
منستااکس تا به الان 3 تور جهانی در سالهای 2017 - 2018 و 2019 برگزار کردند که با استقبال زیادی رو به رو شد . چهارمین تور جهانی انها در سال 2021 برگزار خواهد شد